# 渡部遼人
渡部 遼人（わたなべ はると、1999年9月2日 - ）は、東京都調布市出身のプロ野球選手（外野手）。左投左打。オリックス・バファローズ所属。

## 経歴

### プロ入り前
調布市立第三中学校時代は硬式野球（リトルシニア）の世田谷西シニアでプレー。桐光学園高等学校では甲子園大会出場なし。高校時代の1学年上に中川颯がいる。
AO入試で進学した慶應義塾大学では1年春から東京六大学リーグ戦に出場し、4年生の6月に出場した第70回全日本大学野球選手権記念大会では打率.563の活躍で首位打者賞を受賞した。4年秋のリーグ戦はランキング7位となる打率.359、6盗塁を記録した。大学4年間の通算成績は、77試合出場、202打数53安打、打率.262、2本塁打、19打点、24盗塁。大学の同期に世田谷西シニアでのチームメイトでもあった正木智也がいる。
2021年10月11日に開催された2021年度ドラフト会議においてオリックス・バファローズから4位指名を受け、11月30日に契約金4500万円、年俸900万円で入団に合意した（金額は推定）。背番号は0。正木も福岡ソフトバンクホークスから2位指名され入団した。

### オリックス時代
2022年は開幕一軍入りし、3月26日の埼玉西武ライオンズ戦でプロ初出場を果たした。しかし、4月23日に二軍落ちとなり、約4か月半後の9月8日に一軍に再昇格。9月10日の福岡ソフトバンクホークス戦に先発出場をすると、4回二死満塁の場面で板東湧梧から2点適時打を放ち、プロ16打席目でプロ初安打・初打点を記録した。直後にプロ初盗塁も記録している。
2023年はウエスタン・リーグで20盗塁を記録し、盗塁王のタイトルを獲得した。
2024年は9月21日の北海道日本ハムファイターズ戦で田中正義からサヨナラ適時打を放った。

## 選手としての特徴・人物
50メートル5.9秒の俊足を持ち、大学4年間で24盗塁を記録して盗塁死は0（成功率100%）。

## 詳細情報

### 年度別打撃成績
| 年 度     | 球 団      | 試 合 | 打 席 | 打 数 | 得 点 | 安 打 | 二 塁 打 | 三 塁 打 | 本 塁 打 | 塁 打 | 打 点 | 盗 塁 | 盗 塁 死 | 犠 打 | 犠 飛 | 四 球 | 敬 遠 | 死 球 | 三 振 | 併 殺 打 | 打 率 | 出 塁 率 | 長 打 率 | O P S |
| --------- | ---------- | ----- | ----- | ----- | ----- | ----- | -------- | -------- | -------- | ----- | ----- | ----- | -------- | ----- | ----- | ----- | ----- | ----- | ----- | -------- | ----- | -------- | -------- | ----- |
| 2022      | オリックス | 16    | 19    | 17    | 0     | 1     | 0        | 0        | 0        | 1     | 2     | 1     | 1        | 1     | 0     | 1     | 0     | 0     | 7     | 0        | .059  | .111     | .059     | .170  |
| 2023      | オリックス | 32    | 52    | 41    | 7     | 7     | 2        | 0        | 0        | 9     | 1     | 2     | 1        | 2     | 1     | 8     | 0     | 0     | 7     | 1        | .171  | .300     | .220     | .520  |
| 2024      | オリックス | 65    | 81    | 66    | 6     | 12    | 2        | 0        | 0        | 14    | 7     | 4     | 5        | 8     | 0     | 6     | 0     | 1     | 10    | 0        | .182  | .212     | .260     | .472  |
| 通算：3年 | 通算：3年  | 113   | 152   | 124   | 13    | 20    | 4        | 0        | 0        | 24    | 10    | 7     | 7        | 11    | 1     | 15    | 0     | 1     | 24    | 1        | .161  | .194     | .255     | .449  |

- 2024年度シーズン終了時

### 年度別守備成績
| 年 度 | 球 団      | 外野  | 外野  | 外野  | 外野  | 外野  | 外野     |
| 年 度 | 球 団      | 試 合 | 刺 殺 | 補 殺 | 失 策 | 併 殺 | 守 備 率 |
| ----- | ---------- | ----- | ----- | ----- | ----- | ----- | -------- |
| 2022  | オリックス | 14    | 22    | 1     | 0     | 0     | 1.000    |
| 2023  | オリックス | 29    | 29    | 1     | 0     | 0     | 1.000    |
| 2024  | オリックス | 62    | 74    | 2     | 1     | 1     | .987     |
| 通算  | 通算       | 105   | 125   | 4     | 1     | 1     | .992     |

- 2024年度シーズン終了時

### 記録
初記録
- 初出場・初先発出場：2022年3月26日、対埼玉西武ライオンズ2回戦（ベルーナドーム）、「9番・中堅手」で先発出場[13]
- 初打席：同上、3回表に隅田知一郎から左飛
- 初安打・初打点：2022年9月10日、対福岡ソフトバンクホークス21回戦（京セラドーム大阪）、4回裏に板東湧梧から、右前2点適時打[14]
- 初盗塁：同上、4回裏に二盗（投手：板東湧梧、捕手：甲斐拓也）[15]

### 背番号
- 0（2022年 - ）